# Zoltán Stieber
Zoltán Stieber (Sárvár, 16 oktober 1988) is een Hongaars voetballer die doorgaans speelt als linksbuiten. In juli 2025 verliet hij MTK Boedapest. Stieber maakte in 2011 zijn debuut in het Hongaars voetbalelftal.

## Clubcarrière
Stieber tekende in mei 2005 een tweejarige verbintenis bij Aston Villa, dat hem in het seizoen 2007/08 op huurbasis stalde bij Yeovil Town. Op 29 januari 2009 verkaste de aanvaller naar TuS Koblenz, dat hem voor dertig maanden vastlegde. Na één jaar ondertekende hij op 26 mei 2010 een driejarige verbintenis bij Alemannia Aachen, waar hij tien doelpunten maakte en zeventien assists gaf. Tussen 2011 en 2012 speelde de Hongaar nog bij 1. FSV Mainz 05, alvorens hij op 21 juni 2012 een vierjarig contract bij SpVgg Greuther Fürth ondertekende. In juli 2014 volgde de overstap naar Hamburger SV, waar hij voor drie jaar tekende. Voor HSV speelde Stieber in het seizoen 2014/15 25 competitiewedstrijden (drie doelpunten) en wist hij met HSV in de play-offs degradatie af te wenden. In de winterstop van het seizoen 2015/16 werd de Hongaar verhuurd aan 1. FC Nürnberg. Een half jaar later verliet hij Hamburg definitief, toen hij verkaste naar 1. FC Kaiserslautern. Bij die club zette hij zijn handtekening onder een verbintenis voor de duur van drie seizoenen. Na twee seizoenen bij D.C. United ging Stieber voor het eerst in de Hongaarse competitie spelen, bij Zalaegerszegi TE. Een jaar later keerde hij terug bij de club waar hij in de jeugd speelde, namelijk Újpest. In januari 2022 trok MTK Boedapest de aanvaller aan.

## Clubstatistieken
| Seizoen | Club                 | Competitie          | Competitie | Competitie | Beker | Beker | Internationaal | Internationaal | Totaal | Totaal |
| Seizoen | Club                 | Competitie          | Wed.       | Dlp.       | Wed.  | Dlp.  | Wed.           | Dlp.           | Wed.   | Dlp.   |
| ------- | -------------------- | ------------------- | ---------- | ---------- | ----- | ----- | -------------- | -------------- | ------ | ------ |
| 2007/08 | Aston Villa          | Premier League      | 0          | 0          | 0     | 0     | —              | —              | 0      | 0      |
| 2007/08 | → Yeovil Town        | League One          | 15         | 1          | 0     | 0     | —              | —              | 15     | 1      |
| 2008/09 | TuS Koblenz          | 2. Bundesliga       | 17         | 5          | 0     | 0     | —              | —              | 17     | 5      |
| 2009/10 | TuS Koblenz          | 2. Bundesliga       | 21         | 0          | 2     | 1     | —              | —              | 23     | 1      |
| 2010/11 | Alemannia Aachen     | 2. Bundesliga       | 34         | 10         | 2     | 0     | —              | —              | 36     | 10     |
| 2011/12 | 1. FSV Mainz 05      | Bundesliga          | 7          | 0          | 1     | 0     | 1              | 0              | 9      | 0      |
| 2012/13 | Greuther Fürth       | Bundesliga          | 16         | 3          | 0     | 0     | —              | —              | 16     | 3      |
| 2013/14 | Greuther Fürth       | 2. Bundesliga       | 34         | 9          | 2     | 0     | —              | —              | 36     | 9      |
| 2014/15 | Hamburger SV         | Bundesliga          | 27         | 3          | 1     | 0     | —              | —              | 28     | 3      |
| 2015/16 | Hamburger SV         | Bundesliga          | 2          | 0          | 0     | 0     | —              | —              | 2      | 0      |
| 2015/16 | → 1. FC Nürnberg     | 2. Bundesliga       | 6          | 1          | 0     | 0     | —              | —              | 6      | 1      |
| 2016/17 | 1. FC Kaiserslautern | 2. Bundesliga       | 19         | 1          | 1     | 1     | —              | —              | 20     | 2      |
| 2016/17 | D.C. United          | Major League Soccer | 8          | 1          | 0     | 0     | —              | —              | 8      | 1      |
| 2017/18 | D.C. United          | Major League Soccer | 28         | 5          | 1     | 0     | —              | —              | 29     | 5      |
| 2018/19 | D.C. United          | Major League Soccer | 9          | 0          | 0     | 0     | —              | —              | 9      | 0      |
| 2019/20 | Zalaegerszegi TE     | Nemzeti Bajnokság   | 22         | 2          | 2     | 0     | —              | —              | 24     | 2      |
| 2020/21 | Újpest               | Nemzeti Bajnokság   | 15         | 1          | 1     | 1     | —              | —              | 16     | 2      |
| 2021/22 | Újpest               | Nemzeti Bajnokság   | 9          | 1          | 0     | 0     | 2              | 1              | 11     | 2      |
| 2021/22 | MTK Boedapest        | Nemzeti Bajnokság   | 14         | 0          | 0     | 0     | —              | —              | 14     | 0      |
| 2022/23 | MTK Boedapest        | Nemzeti Bajnokság   | 28         | 11         | 1     | 0     | —              | —              | 20     | 9      |
| 2023/24 | MTK Boedapest        | Nemzeti Bajnokság   | 27         | 3          | 2     | 2     | —              | —              | 29     | 5      |
| 2024/25 | MTK Boedapest        | Nemzeti Bajnokság   | 20         | 2          | 2     | 1     | —              | —              | 22     | 3      |
| Totaal  | Totaal               | Totaal              | 373        | 59         | 24    | 6     | 3              | 1              | 400    | 66     |

Bijgewerkt op 21 juli 2025.

## Interlandcarrière
Stieber debuteerde in het Hongaars voetbalelftal op 2 september 2011. Op die dag werd een EK-kwalificatieduel tegen Zweden met 2–1 gewonnen. De aanvaller moest van bondscoach Sándor Egervári op de bank beginnen en viel vijfentwintig minuten voor tijd in voor Tamás Hajnal. Op 5 juni 2015 maakte Stieber zijn eerste interlanddoelpunt in een met 4–0 gewonnen oefeninterland tegen Litouwen. In de daaropvolgende EK-kwalificatiewedstrijd tegen het Fins voetbalelftal was Stieber de enige doelpuntenmaker (eindstand 0–1 winst). Met Hongarije nam hij in juni 2016 deel aan het Europees kampioenschap voetbal 2016.
| Interlands van Zoltán Stieber voor Hongarije | Interlands van Zoltán Stieber voor Hongarije | Interlands van Zoltán Stieber voor Hongarije | Interlands van Zoltán Stieber voor Hongarije | Interlands van Zoltán Stieber voor Hongarije | Interlands van Zoltán Stieber voor Hongarije | Interlands van Zoltán Stieber voor Hongarije |
| №                                            | Datum                                        | Wedstrijd                                    | Uitslag                                      | Competitie                                   | Goals                                        |                                              |
| Als speler bij 1. FSV Mainz 05               | Als speler bij 1. FSV Mainz 05               | Als speler bij 1. FSV Mainz 05               | Als speler bij 1. FSV Mainz 05               | Als speler bij 1. FSV Mainz 05               | Als speler bij 1. FSV Mainz 05               | Als speler bij 1. FSV Mainz 05               |
| -------------------------------------------- | -------------------------------------------- | -------------------------------------------- | -------------------------------------------- | -------------------------------------------- | -------------------------------------------- | -------------------------------------------- |
| 1                                            | 2 september 2011                             | Hongarije – Zweden                           | 2 – 1                                        | EK 2012 kwalificatie                         |                                              |                                              |
| 2                                            | 11 oktober 2011                              | Hongarije – Finland                          | 0 – 0                                        | EK 2012 kwalificatie                         |                                              |                                              |
| Als speler bij SpVgg Greuther Fürth          |                                              |                                              |                                              |                                              |                                              |                                              |
| 3                                            | 15 oktober 2013                              | Hongarije – Andorra                          | 2 – 0                                        | WK 2014 kwalificatie                         |                                              |                                              |
| 4                                            | 4 juni 2014                                  | Hongarije – Albanië                          | 2 – 1                                        | Vriendschappelijk                            |                                              |                                              |
| Als speler bij Hamburger SV                  |                                              |                                              |                                              |                                              |                                              |                                              |
| 5                                            | 11 oktober 2014                              | Roemenië – Hongarije                         | 1 – 1                                        | EK 2016 kwalificatie                         |                                              |                                              |
| 6                                            | 18 november 2014                             | Hongarije – Rusland                          | 0 – 2                                        | Vriendschappelijk                            |                                              |                                              |
| 7                                            | 29 maart 2015                                | Hongarije – Griekenland                      | 0 – 0                                        | EK 2016 kwalificatie                         |                                              |                                              |
| 8                                            | 5 juni 2015                                  | Hongarije – Litouwen                         | 4 – 0                                        | Vriendschappelijk                            | 16'                                          |                                              |
| 9                                            | 13 juni 2015                                 | Finland – Hongarije                          | 0 – 1                                        | EK 2016 kwalificatie                         | 82'                                          |                                              |
| 10                                           | 4 september 2015                             | Hongarije – Roemenië                         | 0 – 0                                        | EK 2016 kwalificatie                         |                                              |                                              |
| Als speler bij 1. FC Nürnberg                |                                              |                                              |                                              |                                              |                                              |                                              |
| 11                                           | 26 maart 2016                                | Hongarije – Kroatië                          | 1 – 1                                        | Vriendschappelijk                            |                                              |                                              |
| 12                                           | 4 juni 2016                                  | Duitsland – Hongarije                        | 2 – 0                                        | Vriendschappelijk                            |                                              |                                              |
| 13                                           | 14 juni 2016                                 | Oostenrijk – Hongarije                       | 0 – 2                                        | EK 2016                                      | 87'                                          |                                              |
| 14                                           | 18 juni 2016                                 | IJsland – Hongarije                          | 1 – 1                                        | EK 2016                                      |                                              |                                              |
| 15                                           | 22 juni 2016                                 | Hongarije – Portugal                         | 3 – 3                                        | EK 2016                                      |                                              |                                              |
| Als speler bij 1. FC Kaiserslautern          |                                              |                                              |                                              |                                              |                                              |                                              |
| 16                                           | 6 september 2016                             | Faeröer – Hongarije                          | 0 – 0                                        | WK 2018 kwalificatie                         |                                              |                                              |
| 17                                           | 7 oktober 2016                               | Hongarije – Zwitserland                      | 2 – 3                                        | WK 2018 kwalificatie                         |                                              |                                              |
| 18                                           | 13 november 2016                             | Hongarije – Andorra                          | 4 – 0                                        | WK 2018 kwalificatie                         |                                              |                                              |
| 19                                           | 15 november 2016                             | Hongarije – Zweden                           | 0 – 2                                        | Vriendschappelijk                            |                                              |                                              |
| 20                                           | 5 juni 2017                                  | Hongarije – Rusland                          | 0 – 3                                        | Vriendschappelijk                            |                                              |                                              |
| 21                                           | 9 juni 2017                                  | Andorra – Hongarije                          | 1 – 0                                        | WK 2018 kwalificatie                         |                                              |                                              |
| Als speler bij D.C. United                   |                                              |                                              |                                              |                                              |                                              |                                              |
| 22                                           | 31 augustus 2017                             | Hongarije – Letland                          | 3 – 1                                        | WK 2018 kwalificatie                         |                                              |                                              |
| 23                                           | 10 oktober 2017                              | Hongarije – Faeröer                          | 1 – 0                                        | WK 2018 kwalificatie                         |                                              |                                              |
| 24                                           | 9 november 2017                              | Luxemburg – Hongarije                        | 2 – 1                                        | Vriendschappelijk                            |                                              |                                              |
| 25                                           | 14 november 2017                             | Hongarije – Costa Rica                       | 1 – 0                                        | Vriendschappelijk                            |                                              |                                              |
| 26                                           | 8 september 2018                             | Finland – Hongarije                          | 1 – 0                                        | Nations League 2018/19                       |                                              |                                              |

Bijgewerkt op 21 juli 2025.